# Fizički mrežni priključak
Fizički mrežni priključak (eng. physical network port) fizički (hardverski) medij mrežnog priključka. Fizički mrežni priključak može podupirati dvije ili više mrežnih tehnologija.